# 横琴大桥
横琴大桥，全長1,425米，六線雙程行車，1999年9月26日落成，是中國广东省珠海市的第一道独塔双索面混凝土斜拉橋，连接横琴岛与珠海市区。疑受到區內迅速發展影響，2012年曾發現大橋存在混凝土开裂剥落的情況。
2021年12月6日，深合區“二線”海關監管作業場所全面動工，貫徹落實《橫琴粵澳深度合作區建設總體方案》明確提出構建與澳門一體化高水準開放的新體系，推動貨物“一線”放開、“二線”管住，其中橫琴大橋為5個“二線”通道之一。2022年9月15日，橫琴大橋「二線」通道聯同區內其他海關監管作業場所完成主體結構施工，並有序推進配套信息化工程建設，相關工程計劃於同年12月底完成。
2024年3月1日，橫琴粵澳深度合作區正式封關運行，橫琴大橋自同年2月1日開展封關前綜合測試。在正式封關後，橫琴大橋「二線」通道全天可通行，禁止貨車（含工程車）通行；其餘車輛及行人均可通行。小客車經環島東路或琴海東路進入「二線」通道，中大型客車、出租車、網約車經琴海東路進入「二線」通道。常規公交車琴海東路停靠「大橋二線通道南」（暫定名）站，所有乘客攜帶行李物品下車，步行經出島大廳至「大橋二線通道北」（暫定名）站乘車出島。送客車輛在興盛一路落客區落客，乘客攜帶行李物品步行經出島大廳通行。行人及自行車經出島大廳通行。